# Comisionado (Parlamento de Escocia)
Un Comisionado fue un legislador designado o elegido para representar un burgo real o condado en el Parlamento de Escocia (que funcionó hasta su unión con el de Inglaterra en 1707) y en la Convención de los Estados (Convention of the Estates) asociada. Parlamentario o Miembro del Parlamento (MP), Diputado o Legislador son términos equivalentes de acuerdo con cada país.
El parlamento escocés (también conocido como los Tres Estados) y la Convención de los Estados eran legislaturas unicamerales, por lo que los comisionados se sentaban junto a prelados (el primer estado) y miembros de la nobleza (segundo estado).

## Comisionados de los burgos
Los Comisionados de los burgos (Burgh Commissioners) conformaron el llamado tercer estado, y fue el grupo de delegados al parlamento más poderoso y que más perduraron en el tiempo. Su primera convocatoria ocurrió en 1326.

## Comisionados de los condados
A partir del siglo XVI, el segundo estado de la nobleza fue reorganizado por la selección de los Comisionados de los condados (Shire Commissioners) provenientes de la baja nobleza; esto último, se argumenta, creó un cuarto estado.
Cada condado, administración o delegación enviaba dos comisionados al parlamento, con la excepción de los condados pequeños (como Clackmannan o Kinross-shire) que sólo podían enviar uno.